# Abbaye Notre-Dame de Goaille
L'abbaye Notre-Dame de Goaille était une abbaye de l'ordre des Chanoines réguliers de saint Augustin située au lieu-dit « Goaille », à proximité de la commune de Salins-les-Bains. À l'origine, cette abbaye faisait partie du diocèse de Besançon, puis elle est passée au diocèse de Saint-Claude en 1742, dans le département actuel du Jura. Fondée en 1199 et de taille très modeste, elle a été supprimée par l'archevêque de Besançon en 1773.

## Étymologie
On trouve aussi les orthographes Gouaille ou Goille (parfois avec un s) (par exemple dans le Dictionnaire géographique, historique et politique des Gaules, Volume 3 de Jean-Joseph Expilly, 1764).

## Situation géographique
L'historien Dunod de Charnage la présente ainsi en 1750 :« L'abbaye de Gouailles est au levant d'hyver de Salins, à une demi-lieue de cette Ville, & au pied d'un rocher fort élevé, d'où tombe un ruisseau considérable, presque à plomb, & qui par sa chute fait une fort belle cascade. ». L'abbaye de Goaille a été en effet édifiée à quelques kilomètres à l'est de Salins (aujourd'hui Salins-les-Bains), au fond d'un cirque constitué par de hautes falaises de quarante mètres où le ruisseau de Goaille (ou Gouaille) né sur le plateau de Clucy tombe en une cascade au débit irrégulier. Il s'agit d'un lieu isolé dans la forêt caractéristique de la géographie du Massif du Jura et de ses plateaux calcaires, proche du village de Bracon où les sires de Salins avaient leur château au Moyen Âge.

## Histoire
La charte de fondation de l'abbaye date de 1199 (le même jour que celle de l'abbaye cistercienne de Mont Sainte-Marie) : Gaucher IV, sire de Salins, décide alors avec le consentement de Maurette, sa mère, héritière des sires de Salins, de convertir le prieuré de Beaulieu (lieu incertain, peut-être à Villers-sous-Chalamont en une abbaye confiée aux Chanoines réguliers de saint Augustin, venus de l'abbaye d'Abondance en Savoie et déjà installés non loin dans l'abbaye Saint-Paul de Besançon et l'abbaye de Montbenoît. L'abbaye n'a pas de nom dans cette charte : le nom de Goaille n'apparaît que dans le document de consécration de l'église par l’archevêque de Besançon Amédée de Tramelay en 1204. Elle est alors dédiée au Mystère de l'annonciation par les chanoines venus de Savoie et qui assurent un service pastoral dans les paroisses avoisinantes. Gaucher IV choisit d'en faire son lieu de sépulture en 1217 et il y est inhumé en 1219 comme sa sœur Ida de Salins devenue veuve. Après le remariage de Marguerite de Salins, fille de Gaucher IV, la seigneurie de Salins passe en 1224 dans les mains du duc Hugues IV de Bourgogne qui l'échange en 1237 avec Jean Ier de Chalon fondateur de la Maison de Chalon-Arlay et l'église de Goaille cesse d'être la nécropole des sires de Salins.
En 1452, le pape Nicolas V donne une bulle de réserve au cardinal Jean Rolin pour les abbayes de Saint Martin d'Autun, Notre Dame de Goaille, abbaye Saint-Michel d'Anvers, abbaye Saint-Étienne de Dijon
Le tombeau de Gaucher IV ne comportait qu'une simple dalle portant une inscription en latin, traduite ainsi par l'auteur de l'Histoire des sires de Salins : « Sous cette petite tombe, devant ce grand autel, gist & est enterré Gauthier, seigneur de Salins & de Bracon, fondateur de cette église, Mont-Sainte-Marie & Rosiéres, qui trespassa, l'an de l'Incarnation Notre-Seigneur M. CC. XIX. le tiers jour d'Aoust. Anima ejus requiescat in pace amen = Que son âme repose en paix- Amen ». En 1622 l'abbé de Goaille, Bernard Malarmey, a fait ériger un nouveau monument en mémoire de Gaucher IV avec comme inscription « Gualcherus Dominus Salinensis, hujus Cœnobïi Fundator, hic jacet antè Aram Majorem, juxtà Idam Ducissam Lotharingiae sororem suam: Obiit ille anno Domini millesimo ducentesimo decimo nono, tertio nonas Augusti. Utrique hoc monumentum posuit R.D.Benardus Malarmeus Abbas, anno millesimo, sexcentesimo, vigesimo, secundo = Ici gît devant le grand autel et à côté de sa sœur Ida duchesse de Lorraine, Gaucher seigneur de Salins, fondateur de ce monastère, mort le trois août mille deux cent dix-neuf. Bernard Malarmey, abbé, a édifié ce nouveau monument, en mille six cent vingt-deux. ».
La construction est rapide car l'édifice est de taille modeste (le monastère comptera entre cinq et dix religieux) et s'achève en 1204 avec la consécration de l'église Saint-Jean. L'abbaye est bien dotée avec un territoire assez vaste en terres et en forêts (sur les communes actuelles de Villers-sous-Chalamont qui conserve comme trace une chapelle et un lieu-dit, Boujailles, Cernans, Ivory ou autour du Fort de Joux, « circa castrum Jurense ») et en parts dans les puits à sel à Salins ou encore en vignes dans la vallée de la Furieuse.
L'abbaye de Goaille resta cependant modeste et ne joua jamais un grand rôle ; elle est essentiellement mentionnée dans des documents qui tracent les querelles de voisinage pour différents droits (dîmes et autres). Un auteur précise en 1774 que « l'abbaye de Goailles est taxée 66 florins 2/3, & vaut 3 000 livres » (par comparaison, même source : l'abbaye de Baume-les-Messieurs est taxée 566 florins et vaut 15 000 livres, celle de Balerne 233 florins pour 6 000 livres et l'abbaye de Château-Chalon vaut 10 000 livres). Dès la fin du XIVe siècle, l'abbaye tombe en commende avec Simon De Cléron, abbé de 1478 à 1510.
L'archevêque de Besançon, le cardinal de Choiseul, réorganise son diocèse dans la deuxième moitié du XVIIIe siècle et décide le 30 mars 1773 la suppression de l'abbaye de Goaille dont les biens sont unis au chapitre des chanoinesses de Lons-le-Saunier. Dans le même temps l'abbaye voisine de Montbenoît disparaît et est unie séminaire de Besançon en 1773-1774. L'abbaye des Clarisses de Lons-le-Saunier est supprimée à la Révolution en 1790 et ses biens (dont Goaille) sont vendus entre 1792 et 1795.

## Liste des abbés de Goaille

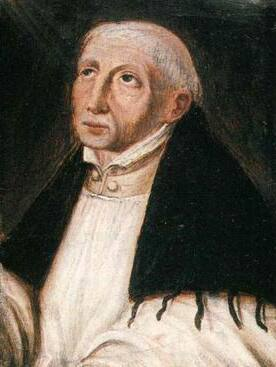
Chanoine régulier de saint Augustin au XIVe siècle.

(L'abbé encadrait un prieur et cinq chanoines en 1750)
- Humbert : 1208, chanoine régulier de l'abbaye d'Abondance, mort en 1224.
- Pierre : 1224-1240.
- Renaud : 1240-1254.
- Gaucher : 1254-1272
- Jean : 1272-1281.
- Baudouin : 1281-1297.
- Vibert ou Guibert : 1297-1310.
- Guillaume : 1310-1311.
- Anselle : 1311-1340.
- Guy de Vautravers et de Boujailles :1340-1351.
- Guillaume d'Abbans : 1351-1352.
- Jean de Frâne : 1352-1362.
- Othe ou Otton Simonetti : 1362-1371.
- Hugues de Charnau ou Charneix : 1371-1410.
- Simon de Clervaux : 1410-1430.
- Hugues de Roches : 1430-1440.
- Nicolas de Bustal ou de Bonstal : 1440-1460.
- Paris d'Orsans : 1460-1478.
- Simon de Cléron : 1478-1510.
- Simon Merceret : 1510-1528.
- Guillaume de Poupet : 1528-1583.
- Jacques de Saint-Maurice : 1583-1602.
- Charles de Saint-Maurice : 1602-1613.
- Bernard Malarmé : 1613-1627.
- Léonard ou Eléonor de Chassagne : 1627-1638.
- Jean-Baptiste d'Emskercke : 1638-1660.
- Claude-François d'Emskercke : 1660-1703.
- Louis-François-Hyacinthe Doroz : 1703-1773(?).
- Joseph Perron du Tartre-Chilly : 1773-1776.
- Jean-Marc Mouchet de l'Aubespine : 1776 (mort en 1807)[12].

### Articles liés
- Liste d'abbayes augustiniennes de France